# Selami Kolonja
Selami Kolonja, född den 25 oktober 1971 i Struga, Makedonien, är en albansk sångare och upphovsman till 120 sånger. 2002 slutade han på tredje plats i Festivali i Këngës 41 med låten "Bota mirësi".[källa behövs]
I december 2010 deltog Kolonja i Albaniens uttagning till Eurovision Song Contest 2011, Festivali i Këngës 49. Han tävlade med låten "Ëndërr Kosovë", men lyckades inte vinna festivalen. I november 2012 släppte han tillsammans med bland andra Enkelejda Arifi och Ilir Shaqiri låten "Në një flamur të pandarë".[källa behövs]
I december 2012 deltog han i Festivali i Këngës 51. Han lottades till startnummer 1 i den första semifinalen. Han deltog med låten "Ku je?". Med låten tog han sig via semifinalen vidare till finalen den 22 december. I final fick han inga poäng och slutade sist tillsammans med Vesa Luma och Valon Shehu.[källa behövs]